# Cajba
Cajba es una comuna moldava del distrito de Glodeni. Se localiza en la parte occidental del país. 

## Demografía
Según el censo de 2014, Cajba contaba con una población de 1451 habitante, de los cuales 698 eran hombres y 753 mujeres. En cuanto a la composición étnica, una mayoría —el 95,9% de la población total— eran de origen moldavo, con minorías de rusos (2,4%) y gitanos (1,5%).

## Historia
La primera mención de Cajba data de 1575, volviendo a aparecer en la fuentes históricas en 1607. En los siglos siguientes, son escasos los testimonios sobre Cajba. Con la ocupación rusa de Besarabia, aumentan las referencias a la localidad. Se desconoce la etimología del nombre.